# Diễu binh Chiến thắng Điện Biên Phủ 2024
Vào ngày 7 tháng 5 năm 2024, Bộ Quốc phòng Việt Nam dưới sự chỉ đạo của Ban Tuyên giáo Trung ương Đảng Cộng sản Việt Nam đã tổ chức một chương trình kỷ niệm 70 năm Chiến thắng Điện Biên Phủ bao gồm cuộc diễu binh, diễu hành quy mô lớn. Kế hoạch tổ chức lễ diễu binh, diễu hành đã được đề ra trong các chương trình của Ban Tuyên giáo Trung ương từ cuối năm 2023 và được Bộ Quốc phòng Việt Nam công bố chính thức từ tháng 2 năm 2024. Chương trình chính của sự kiện được diễn ra tại Sân vận động Điện Biên ở thành phố Điện Biên Phủ, tỉnh Điện Biên với sự tham gia của 12.000 người đến từ các lực lượng của Bộ Quốc phòng và Bộ Công an. Chủ đề của sự kiện là "Chiến thắng Điện Biên Phủ – Sức mạnh Việt Nam, tầm vóc thời đại". Trước chương trình chính của sự kiện là một chương trình nghệ thuật diễn ra rộng khắp ở 5 điểm cầu trên cả nước là Hà Nội, Thành phố Hồ Chí Minh, Kon Tum, Thanh Hóa và điểm cầu chính tại Điện Biên. Buổi lễ kết thúc bằng màn pháo hoa và trình diễn ánh sáng nghệ thuật. Sự kiện đã thu hút lên tới hàng chục nghìn người dân tham dự và kéo về tỉnh Điện Biên. Nhiều trường học trên địa bàn cũng đã cho học sinh, sinh viên nghỉ học do một số tuyến đường ở trung tâm thành phố bị phong tỏa.
Vào ngày 7 tháng 5, khi sự kiện chính diễn ra, một cơn mưa lớn đã xuất hiện nhưng không kéo dài lâu. Mặc dù vậy, nhiều hoạt động cũng như việc đón chờ đoàn diễu hành, diễu binh vẫn diễn ra theo kế hoạch mà không bị hoãn lại. Sự kiện có sự tham gia của Bộ trưởng Bộ Quân đội Pháp Sébastien Lecornu, Quốc vụ khanh phụ trách Cựu Chiến binh và Ký ức chiến tranh Pháp Patricia Mirallès. Đây là lần đầu tiên một Bộ trưởng của Pháp tham dự sự kiện theo lời mời của Việt Nam. Nhiều chuyên gia quốc tế cho rằng, việc Pháp tham dự sự kiện của Việt Nam thể hiện mong muốn tranh giành sức ảnh hưởng tại khu vực châu Á – Thái Bình Dương với Hoa Kỳ và Trung Quốc. Ngoài ra, nhiều chuyên gia cũng đã nhắc lại bối cảnh chính trị của Việt Nam khi sự kiện trên diễn ra ngay trong lúc nước này đang vướng vào hàng loạt các bê bối tham nhũng sau sự từ chức của Võ Văn Thưởng hồi tháng 3 và Vương Đình Huệ hồi tháng 4.

## Công tác chuẩn bị
Vào ngày 21 tháng 2 năm 2024, truyền thông nhà nước Việt Nam dẫn lời Bộ Quốc phòng Việt Nam công bố kế hoạch tổ chức diễu binh, diễu hành nhân dịp kỷ niệm 70 năm Chiến thắng Điện Biên Phủ (7/5/1954 – 7/5/2024). Cuộc diễu binh do Thượng tướng Nguyễn Văn Nghĩa – Phó Tổng tham mưu trưởng Quân đội nhân dân Việt Nam làm Trưởng tiểu ban diễu binh, diễu hành. Sau khi hoàn thành các kế hoạch diễu binh, diễu hành ở đơn vị, từ cuối tháng 3 đến giữa tháng 4, các đơn vị sẽ tập trung huấn luyện tại Trung tâm huấn luyện quân sự Quốc gia TB4. Theo Thượng tướng Nghĩa, cuộc diễu hành, diễu binh "là nội dung cốt lõi" và "là nhiệm vụ quan trọng, thể hiện hình ảnh, uy tín của Quân đội". Sự kiện còn được cho là "biểu dương lực lượng, khẳng định ý nghĩa, tầm vóc, giá trị lịch sử vĩ đại của Chiến thắng Điện Biên Phủ". Một tuần sau đó, địa điểm tổ chức diễu binh là sân vận động Điện Biên với sức chứa khoảng 10.000 người bắt đầu được tu sửa. Tổng chi phí cho công tác sửa chữa là khoảng 14 tỷ đồng và dự kiến sẽ hoàn thành trước ngày 10 tháng 3. Ngày 3 tháng 3, Bộ Quốc phòng thông qua Quyết định số 821/QĐ–BQP, phê duyệt Đề án tổ chức diễu binh, diễu hành kỷ niệm 70 năm Chiến thắng Điện Biên Phủ vào sáng ngày 7 tháng 5 năm 2024. Tổng cộng 12.000 người từ 4 lực lượng, bao gồm lực lượng pháo lễ, lực lượng Không quân, lực lượng diễu binh, diễu hành và lực lượng đứng trên sân khấu sẽ tham gia. Đến ngày 4 tháng 4, công tác kiểm tra diễu binh đã được thực hiện ở Trung tâm Huấn luyện quân sự quốc gia 4 ở Hà Nội với sự tham gia của Đại tướng Phan Văn Giang – Bộ trưởng Bộ Quốc phòng và Đại tướng Tô Lâm – Bộ trưởng Bộ Công an. Nhiều biện pháp an ninh và an toàn cũng được triển khai một cách chặt chẽ và tuyệt đối. Các lực lượng đã có tổng cộng 3 tháng tập luyện và 15 ngày tập trung tại tỉnh Điện Biên.
Đến ngày 5 tháng 5, hai ngày trước cuộc diễu binh chính thức, một buổi tổng duyệt toàn diện đã được thực hiện với sự tham gia của Binh chủng Pháo binh thực hiện. Sang ngày 6 tháng 5, biểu trưng chính thức cho sự kiện được Bộ Văn hóa, Thể thao và Du lịch công bố và sử dụng cho các hoạt động tuyên truyền kỷ niệm. Tác giả của biểu trưng theo công bố là họa sỹ Tô Minh Anh đến từ Hà Nội. Biểu trưng của sự kiện là con số cách điệu "7" và "0", với màu đỏ tượng trưng cho chiến thắng trong khi màu xanh dương thể hiện cho hòa bình và đặc trưng của núi rừng Tây Bắc.

## Chương trình kỷ niệm

### Ngày trước sự kiện chính

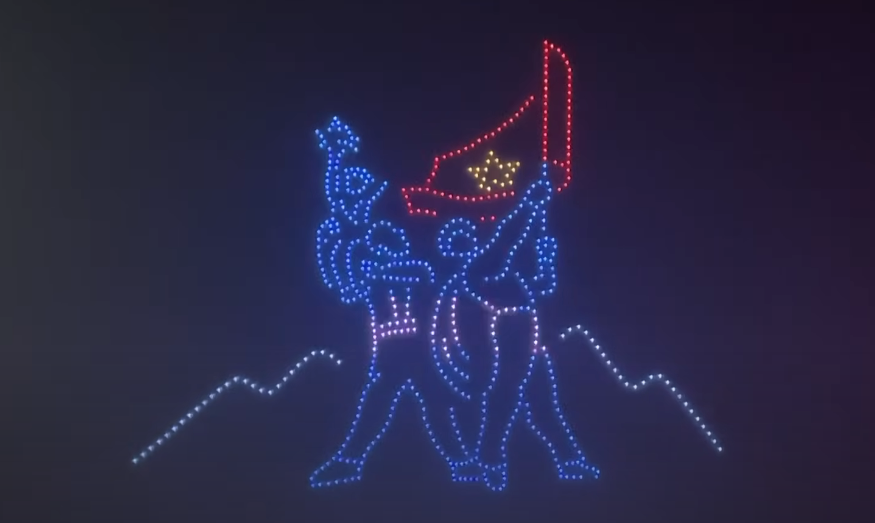
Phần trình diễn ánh sáng "Em bé tượng đài".

Vào đêm trước khi cuộc diễu binh diễn ra, chương trình "Dưới lá cờ quyết thắng" được tổ chức tại 5 điểm cầu ở Việt Nam lần lượt là Hà Nội, Thành phố Hồ Chí Minh, Thanh Hóa, Kon Tum và Điện Biên. Chương trình được tổ chức như thể hiện sự kết hợp giữa hiện tại và quá khứ, giữa nghệ thuật và phân tích, đánh giá trong chiến dịch Điện Biên Phủ của Việt Nam. Lần lượt các ca khúc đã được diễn ra phủ khắp các điểm cầu như "Bác đang cùng chúng cháu hành quân", "Hò kéo pháo", "Hoan hô chiến sĩ Điện Biên", "Chiến thắng Điện Biên", "Tiến về Hà Nội", "Giai điệu Tổ quốc"... Trọng tâm của chương trình là tại điểm cầu thành phố Điện Biên Phủ với màn trình diễn của 700 máy bay không người lái tạo nên các biểu tượng và hình ảnh của chiến dịch. Tiêu ngữ "Độc lập – Tự do – Hạnh phúc" cùng với chim bồ câu cũng đã xuất hiện trên bầu trời. Sau phần trình diễn, chương trình pháo hoa tầm cao được thực hiện ở điểm cầu Điện Biên.

### Sự kiện chính
Khai mạc cho chương trình chính là phần xếp hình nghệ thuật "Bản hùng ca Điện Biên" do chiến sĩ, nghệ sĩ của Đoàn nghi lễ quân đội thực hiện cùng màn biểu diễn trống hội của 1.000 diễn viên đang là học viên tại Học viện Cảnh sát nhân dân. Trên nền nhạc quốc thiều nước Cộng hòa xã hội chủ nghĩa Việt Nam, 21 loạt pháo đã được bắn. Cùng lúc đó là lễ chào cờ với lần lượt 9 máy bay trực thăng treo Đảng kỳ và Quốc kỳ Việt Nam bay ngang qua bầu trời sân vận động Điện Biên. Trong thời gian này, một cơn mưa lớn đã diễn ra tại Điện Biên. Mặc dù vậy, nghi lễ vẫn được thực hiện và nhiều người dân vẫn được cho là tập trung rất đông hai bên đường trước khi diễn ra diễu binh chính thức. Trước buổi lễ, nhiều lãnh đạo Đảng, Nhà nước Việt Nam đã có buổi dâng hương tưởng niệm các anh hùng liệt sĩ tại Đền thờ Liệt sỹ tại Chiến trường Điện Biên Phủ.
Chúng ta tin tưởng và tự hào rằng những trang sử hào hùng, vẻ vang của dân tộc ta với tinh thần Điện Biên Phủ bất diệt, những khó khăn được tháo gỡ, những thách thức sẽ vượt qua để viết tiếp những bản hùng ca chiến thắng… 
Sau phần trình diễn khai mạc, Thủ tướng Phạm Minh Chính đã có bài diễn văn khai mạc kỷ niệm 70 năm Chiến thắng Điện Biên Phủ. Theo diễn văn, ông thay mặt lãnh đạo Đảng và Nhà nước Việt Nam bày tỏ lòng biết ơn vô hạn đối với công lao của Chủ tịch Hồ Chí Minh và Đại tướng Võ Nguyên Giáp. Ngoài ra, ông cũng gửi lời cảm ơn đến "các bậc tiền bối, các anh hùng liệt sỹ, các Mẹ Việt Nam anh hùng, Anh hùng lực lượng vũ trang nhân dân" cùng nhiều tầng lớp khác đã có công đóng góp vào chiến thắng Điện Biên Phủ. Trong diễn văn, Thủ tướng cũng gửi lời tri ân đến Trung Quốc, các nước Liên Xô cũ, các nước xã hội chủ nghĩa cùng lực lượng tiến bộ và yêu chuộng hòa bình toàn cầu; đặc biệt là Campuchia và Lào, vì sự hỗ trợ của họ trong chiến dịch Điện Biên Phủ và công cuộc giải phóng dân tộc của Việt Nam. Ông ca ngợi đây là chiến thắng "toàn dân, toàn diện, trường kỳ" và "dựa vào sức mình là chính". Đây là một trong những tiền đề trong việc giải phóng lần lượt cả hai miền và tiến tới thống nhất đất nước lần lượt ở các cuộc chiến như Chiến dịch Điện Biên Phủ trên không, Chiến dịch Mùa Xuân 1975 và Chiến dịch Hồ Chí Minh. Sau phần phát biểu của ông Chính là phần phát biểu của Phạm Đức Cư – một cựu chiến binh, đại diện cho các chiến sỹ và lực lượng tham gia Chiến dịch Điện Biên Phủ, và Vũ Quỳnh Anh – Đoàn viên Đoàn Thanh niên Cộng sản Hồ Chí Minh, đại diện cho thế hệ trẻ Việt Nam. Tại buổi lễ, Phạm Minh Chính đã trao tặng Huân chương Lao động hạng Nhất cho Đảng bộ, chính quyền và nhân dân các dân tộc tỉnh Điện Biên.

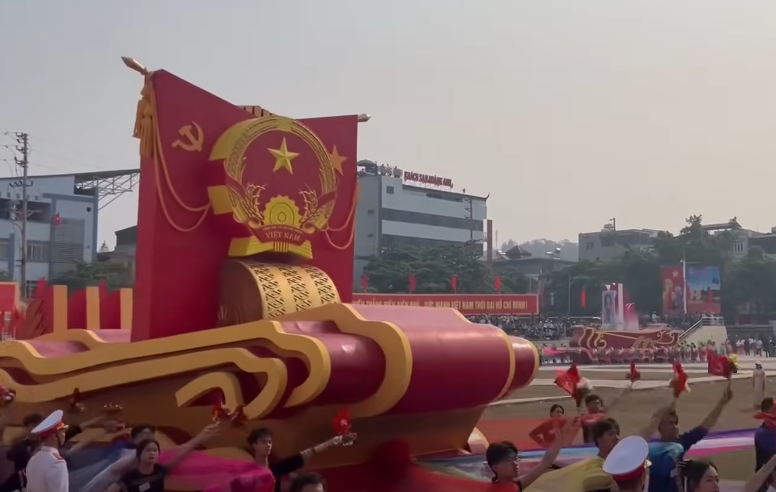
Quốc huy Việt Nam trong buổi tổng duyệt diễu hành Chiến thắng Điện Biên Phủ.

Đến 8 giờ các cơn mưa trước đó bắt đầu giảm và trời tạnh hẳn vào lúc 8 giờ 45 phút. Đây cũng là thời điểm cuộc diễu hành, diễu binh chính thức bắt đầu ngay sau phần đọc diễn văn. Phần diễu hành, diễu binh của các lực lượng lần lượt bao gồm Khối nghi trượng với xe mô hình Quốc huy, Đảng kỳ, Quốc kỳ, xe rước ảnh Chủ tịch Hồ Chí Minh, xe rước biểu trưng kỷ niệm 70 năm Chiến thắng Điện Biên phủ. Dẫn đầu trong khối nghi trượng là xe Quốc huy được đặt trên biểu tượng Rồng thiên đang bay, với sự hộ tống của 54 người đại diện cho 54 dân tộc ở Việt Nam. Hai bên Quốc huy lần lượt là Đảng kỳ Đảng Cộng sản Việt Nam và Quốc kỳ Việt Nam. Khối lực lượng vũ trang với 24 khối với Quân đội, Dân quân tự vệ là 16 khối bao gồm: khối nữ Quân nhạc; khối chiến sĩ Điện Biên; khối sĩ quan Lục quân; khối Hải quân; khối Phòng không – Không quân; khối Biên phòng; khối Cảnh sát biển; khối nữ sĩ quan Quân y; khối lực lượng Tác chiến không gian mạng; khối lực lượng nữ Gìn giữ hòa bình Việt Nam; khối chiến sĩ Lục quân; khối Đặc công; khối Đặc nhiệm; khối nữ dân quân các dân tộc Tây Bắc; khối nữ du kích miền Nam; khối Hồng kỳ cùng 8 khối Công an bao gồm: khối nam sĩ quan An ninh nhân dân, Cảnh sát nhân dân, Cảnh sát cơ động, Cảnh sát phòng cháy chữa cháy; khối nữ sĩ quan Cảnh sát giao thông; khối nữ chiến sĩ Cảnh sát Đặc nhiệm; khối nam chiến sĩ Cảnh sát Đặc nhiệm; khối Cảnh sát Cơ động Kỵ binh; Khối Quần chúng với 9 khối gồm cựu chiến binh, thanh niên xung phong, dân công hỏa tuyến, công nhân, nông dân, trí thức, thanh niên, phụ nữ, khối các dân tộc Tây Bắc và Khối Nghệ thuật. Trong số khối lực lượng Quân đội, Dân quân tự vệ có xe chỉ huy đi dẫn đầu với xe Tổ Quân kỳ do Trung tướng Nguyễn Trọng Bình, Phó tổng Tham mưu trưởng Quân đội nhân dân Việt Nam chỉ huy. Ngoài ra, hình ảnh xe đạp thồ gắn liền với chiến dịch Điện Biên Phủ cũng đã xuất hiện trong phần diễu binh thuộc khối Dân công hỏa tiễn.

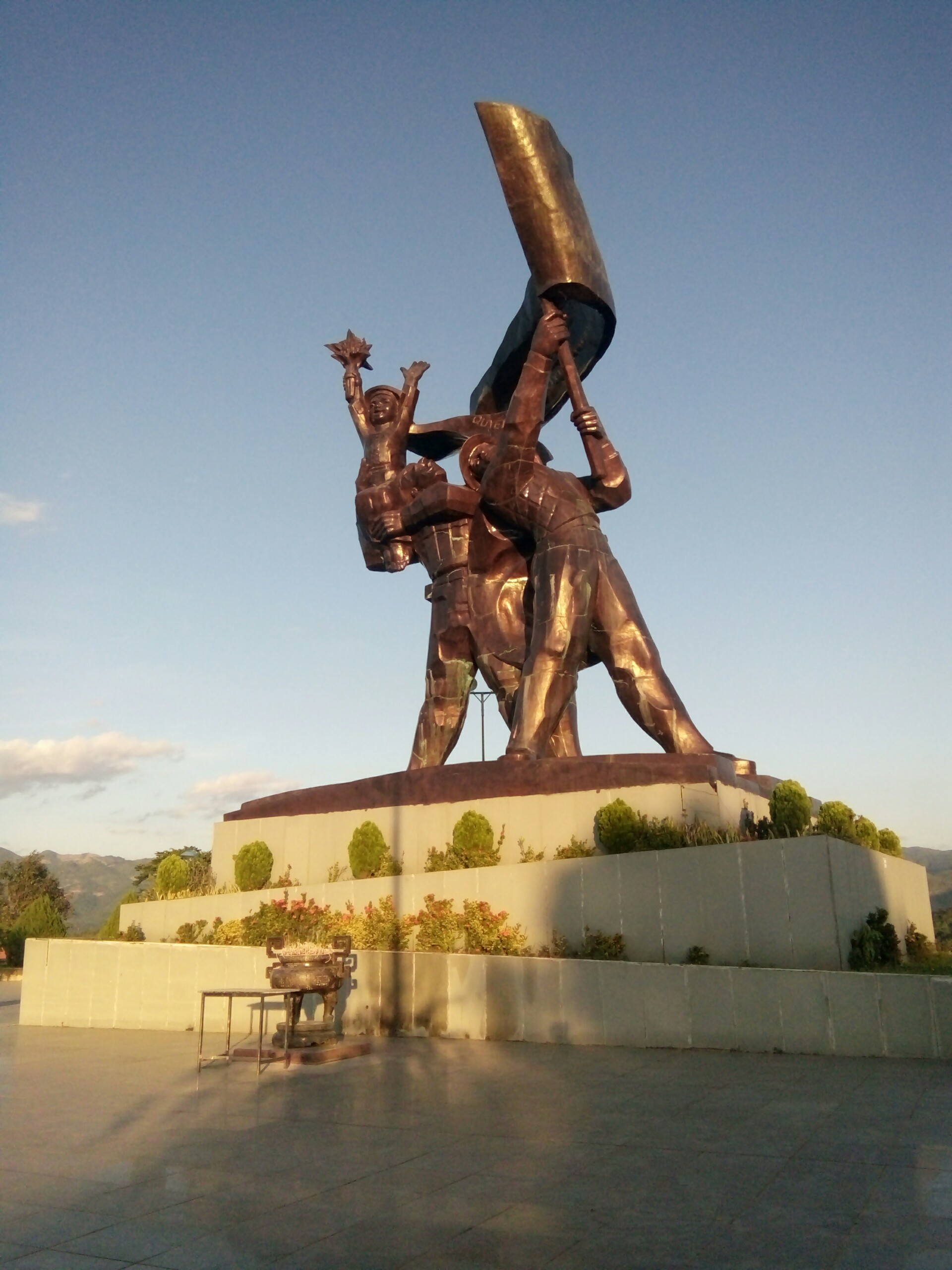
Tượng đài Chiến thắng Điện Biên Phủ, nơi mà một trong các khối diễu binh, diễu hành đi qua.

Sau khi diễu binh, diễu hành trong sân vận động Điện Biên, các khối diễu binh, diễu hành với mô hình xe Quốc huy dẫn đầu và khối Nghệ thuật đi sau tiếp tục diễu binh, diễu hành thêm 1 km trên đường Hoàng Văn Thái. Đến nút giao tại ngã tư A1 giữa đường Hoàng Văn Thái – Võ Nguyên Giáp, các khối diễu hành di chuyển thành 3 hướng lần lượt: 8 khối lực lượng vũ trang và các khối tỉnh Điện Biên dọc theo đường Võ Nguyên Giáp đi về hướng đường 7 tháng 5 ở phường Him Lam, đi qua khu di tích đồi A1, quảng trường 7 tháng 5, tượng đài Chiến thắng Điện Biên Phủ; 7 khối lực lượng quân đội đi thẳng qua cầu A1, đường Nguyễn Hữu Thọ về khu vực trạm y tế phường Thanh Trường, cầu Mường Thanh; 9 khối lực lượng công an rẽ trái theo đường Võ Nguyên Giáp vào khu đô thị Pom La ở xã Thanh Xương, huyện Điện Biên, đi qua Bảo tàng chiến thắng lịch sử Điện Biên Phủ. Đi bên cạnh các đoàn diễu binh, diễu hành trên đường phố là đội hậu cần với khoảng 5–7 người chịu trách nhiệm xử lý sự cố và đảm bảo trật tự cho sự kiện. Đến 10 giờ 20 phút cùng ngày, toàn bộ khâu diễu binh, diễu hành trên đường phố chính thức kết thúc.
Đến ngày 14 tháng 5 năm 2024, Đại tướng Phan Văn Giang – Bộ trưởng Bộ Quốc phòng đã gửi thư cảm ơn đến chính quyền và nhân dân 4 tỉnh, thành bao gồm Hà Nội, Hòa Bình, Sơn La và Điện Biên. Trong bức thư, ông Giang đã cảm ơn các lực lượng đã hỗ trợ quân đội di chuyển từ Hà Nội lên Điện Biên và ngược lại cũng như sự đón tiếp nồng nhiệt của quần chúng nhân dân. Cụ thể, ông Giang đã "thay mặt Quân ủy Trung ương, Bộ Quốc phòng, tôi trân trọng cảm ơn tình cảm và sự giúp đỡ quý báu, sự phối hợp, hiệp đồng chặt chẽ của cấp ủy, chính quyền, lực lượng chức năng và nhân dân các địa phương thuộc Thành phố Hà Nội và các tỉnh: Hòa Bình, Sơn La, Điện Biên, để các lực lượng Quân đội, dân quân, tự vệ hoàn thành xuất sắc nhiệm vụ được giao". Ông cũng bày tỏ mong muốn các địa phương sẽ tiếp tục phát huy truyền thống ấy, "đùm bọc, giúp đỡ và tham gia xây dựng" Tổ quốc.

## Tác động

### Tham dự
Tại sự kiện diễu binh, về phía chính phủ Việt Nam có sự tham dự của Thủ tướng Chính phủ Việt Nam Phạm Minh Chính; Quyền Chủ tịch nước Võ Thị Ánh Xuân; các Ủy viên Bộ Chính trị như Trương Thị Mai, Trần Thanh Mẫn, Phan Đình Trạc, Nguyễn Hòa Bình, Đại tướng Tô Lâm, Đinh Tiến Dũng, Nguyễn Văn Nên, Đại tướng Phan Văn Giang cùng Trưởng ban Tuyên giáo Trung ương Nguyễn Trọng Nghĩa và Chủ tịch Ủy ban Trung ương Mặt trận Tổ quốc Việt Nam Đỗ Văn Chiến. Riêng Tổng Bí thư Đảng Cộng sản Việt Nam Nguyễn Phú Trọng đã gửi lẵng hoa chúc mừng đến sự kiện. Ngoài ra, sự kiện còn có sự tham gia của các nguyên lãnh đạo như nguyên Tổng Bí thư Nông Đức Mạnh; nguyên Chủ tịch nước Nguyễn Minh Triết, Trương Tấn Sang, Nguyễn Xuân Phúc; nguyên Thủ tướng Chính phủ Nguyễn Tấn Dũng; nguyên Ủy viên Bộ Chính trị, nguyên Chủ tịch Quốc hội Nguyễn Văn An, Nguyễn Sinh Hùng, Nguyễn Thị Kim Ngân.
Sự kiện còn có sự tham gia của 270 đại biểu và phóng viên quốc tế, bao gồm Phó Thủ tướng, Bộ trưởng Bộ Quốc phòng Lào Chansamone Chanyalath; Phó Thủ tướng Campuchia Neth Savoeun; Bộ trưởng Bộ Quân đội Pháp Sébastien Lecornu và Quốc vụ khanh phụ trách về Cựu chiến binh và Ký ức chiến tranh Pháp Patricia Mirallès: Phó Ủy viên, Trưởng Ủy ban thường vụ Đại hội đại biểu nhân dân toàn quốc Trung Quốc Trương Khánh Vĩ,... Sự kiện được cho là trên tinh thần "khép lại quá khứ, hướng tới tương lai". Dẫn lời Đài phát thanh quốc tế Pháp trên BBC News, "Đây là lần đầu tiên trong lịch sử, Việt Nam mời Pháp tham gia sự kiện tưởng niệm này, một chỉ dấu cho thấy mong muốn của Việt Nam trong việc tạo lập mối quan hệ tương lai" và việc Pháp chấp thuận cũng là lần đầu tiên một vị bộ trưởng Pháp chính thức tham dự sự kiện kỷ niệm này của Việt Nam. Ngoài ra, vào ngày 6 tháng 5 năm 2024 – trước lễ kỷ niệm chính thức một ngày, trên trang Facebook của Đại sứ quán Hoa Kỳ đã dẫn lời Marc Knapper, cho biết chuyến thăm của ông với Bí thư Tỉnh ủy Điện Biên Trần Quốc Cường nhân kỷ niệm 70 năm Chiến thắng Điện Biên Phủ. Hai bên cũng đã có những trao đổi trong đó có vấn đề hợp pháp phát triển kinh tế, giáo dục và nâng cao đời sống của người dân địa phương. Ngoài ra, cũng có đề xuất về việc xây dựng trường Đại học Điện Biên.

### Tuyên truyền
Theo hướng dẫn của Ban Tuyên giáo Trung ương, mục đích chính của sự kiện là nhằm phục vụ công tác tuyên truyền của Đảng Cộng sản Việt Nam về giá trị lịch sử của Chiến dịch Điện Biên Phủ cùng "sự lãnh đạo đúng đắn và sáng suốt của Đảng Cộng sản Việt Nam, Chủ tịch Hồ Chí Minh và tinh thần đoàn kết toàn dân tộc" là yếu tố dẫn đến thắng lợi. Chủ đề trong công tác tuyên truyền theo hướng dẫn là "Chiến thắng Điện Biên Phủ – Sức mạnh Việt Nam, tầm vóc thời đại". Trong đó, công tác diễu binh, diễu hành được ca ngợi tái hiện khí thế hào hùng, "lừng lẫy năm châu, chấn động địa cầu" của quân đội Việt Nam; sự đoàn kết và truyền thống yêu nước của dân tộc Việt Nam. Vào ngày 13 tháng 3 năm 2024, báo Nhân Dân – cơ quan ngôn luận của Đảng Cộng sản Việt Nam đã cho ra mắt chuyên trang thông tin đặc biệt về Chiến dịch Điện Biên Phủ ở đường dẫn "dienbienphu.nhandan.vn". Chuyên trang bao gồm sự xuất hiện của 6 chuyên mục chính bao gồm: Tin tức, Diễn tiến chiến dịch, Dư luận quốc tế, Điện Biên hôm nay, Hỏi đáp về chiến dịch Điện Biên Phủ và Multimedia. Đến ngày 25 tháng 3, chuyên trang này bổ sung thêm 5 ngôn ngữ lần lượt là tiếng Anh, tiếng Trung Quốc, tiếng Pháp, tiếng Nga và tiếng Tây Ban Nha.

Ban Tuyên giáo Trung ương cũng đã gửi 15 khẩu hiệu tuyên truyền đến các tổ chức, cơ quan, chính quyền địa phương có liên quan:
1. Nhiệt liệt chào mừng 70 năm Chiến thắng Điện Biên Phủ (7/5/1954 - 7/5/2024)!
2. Chiến thắng Điện Biên Phủ - Lừng lẫy năm châu, chấn động địa cầu!
3. Chín năm làm một Điện Biên - Nên vành hoa đỏ, nên thiên sử vàng!
4. Chiến thắng Điện Biên Phủ - Thắng lợi vĩ đại của dân tộc Việt Nam!
5. Chiến thắng Điện Biên Phủ - Sức mạnh Việt Nam thời đại Hồ Chí Minh!
6. Chiến thắng Điện Biên Phủ - Một kỳ tích của thời đại Hồ Chí Minh!
7. Điện Biên Phủ - Chiến thắng của sức mạnh đại đoàn kết toàn dân tộc Việt Nam!
8. Phát huy mạnh mẽ tinh thần chiến thắng Điện Biên Phủ trong công cuộc xây dựng và bảo vệ vững chắc Tổ quốc Việt Nam xã hội chủ nghĩa!
9. Điện Biên Phủ - Chiến thắng của sức mạnh trí tuệ và lòng dân Việt Nam!
10. Chiến thắng Điện Biên Phủ - Là chiến thắng của tình đoàn kết quốc tế!
11. Tất cả vì mục tiêu dân giàu, nước mạnh, dân chủ, công bằng, văn minh!
12. Tinh thần Chiến thắng Điện Biên Phủ muôn năm!
13. Đảng Cộng sản Việt Nam quang vinh muôn năm!
14. Nước Cộng hoà xã hội chủ nghĩa Việt Nam muôn năm!
15. Chủ tịch Hồ Chí Minh vĩ đại sống mãi trong sự nghiệp của chúng ta!

## Đón nhận

### Công chúng
Từ 1 giờ sáng ngày 7 tháng 5, ngày diễn ra sự kiện diễu binh chính thức, nhiều người dân đã bắt đầu tập trung tại các khu vực diễn ra diễu binh như sân vận động Điện Biên, nghĩa trang A1... Nhiều người dân chia sẻ rằng ngay sau khi thuê được chỗ ở, họ nhanh chóng tắm rửa, ăn uống rồi di chuyển đến sân vận động để đón chờ diễu binh. Đến 3 giờ sáng, tại khu vực ngã tư Nghĩa trang A1, nhiều người dân đã cầm theo cờ, ghế và hoa đến tập trung dọc theo các con đường. Trên những tuyến đường Võ Nguyên Giáp, Hoàng Công Chất, Trường Chinh, Hoàng Văn Thái, Nguyễn Phú Xuyên Khung, Trần Can và Phan Đình Giót, từ lúc 4 giờ 30 sáng, lực lượng chức năng đã phong tỏa và cấm tất cả loại phương tiện ngoại trừ xe ưu tiên được lưu thông. Đến 5 giờ sáng, xe ô tô bị cấm lưu thông vào thành phố Điện Biên, riêng xe máy được di chuyển, tuy nhiên, phải gửi xe vào bãi giữ xe theo quy định. Khu vực đường quanh Nghĩa trang A1 đến 5 giờ 30 phút sáng ngày diễu binh đã đông kín người dân vây quanh. Nhiều người dân các dân tộc thiểu số cũng đã xuất hiện dọc hai bên đường.
Dòng người chào đón đoàn diễu hành, diễu binh được cho là kéo dài lên tới 5 km từ sân vận động Điện Biên. Dọc theo các tuyến đường, nhiều cựu chiến binh cầm theo ảnh của Chủ tịch Hồ Chí Minh và Đại tướng Võ Nguyên Giáp. Dưới cơn mưa ngắn, hàng nghìn người dân cùng các cựu chiến binh trong độ tuổi 90 cũng đã cổ vũ và vẫy cờ theo đoàn diễu hành, diễu binh. Tuy nhiên, theo Reuters, con số người dân tập trung có thể lên tới hàng chục nghìn người. Nhiều người dân chia sẻ kể từ Lễ Kỷ niệm 60 năm Chiến thắng Điện Biên Phủ vào năm 2014 đến năm 2024 thì Điện Biên mới được đông đảo người dân trong và ngoài nước đến đông vui như vậy. Hình ảnh "Em bé tượng đài" trên tờ VnExpress do nhà báo Giang Huy chụp lại cũng được lan truyền mạnh mẽ trên mạng xã hội. Hình ảnh được ca ngợi như sự giao thoa giữa thế hệ trước và thế hệ sau trong công cuộc xây dựng và đổi mới Việt Nam. Ngoài ra, cộng đồng mạng cũng lan truyền hình ảnh Thượng tá Phạm Đại Đồng – Phó trưởng Phòng huấn luyện và hướng dẫn nghiệp vụ cảnh sát cơ động thuộc Bộ Tư lệnh Cảnh sát cơ động đưa chiếc còi chỉ huy của mình cho một bé gái ven đường, hành động này đã nhận được sự ủng hộ nhiệt tình từ cộng đồng mạng. Nhận định về mối quan hệ giữa Pháp và Việt Nam, một cựu chiến binh đã cho rằng, "Khi chiến đấu, chúng ta là kẻ thù. Nhưng bây giờ, chúng ta bắt tay với họ". Theo chủ tịch Hội hữu nghị Việt – Pháp tại Hà Nội Nguyễn Lân Trung trả lời với Đài phát thanh quốc tế Pháp, "Chưa bao giờ [Việt Nam] kỷ niệm chiến thắng Điện Biên Phủ... lại lớn như vậy. Số người trong những ngày qua đổ về Điện Biên Phủ rất là đông".

### Các cơ sở giáo dục
Tại tỉnh Điện Biên, các cơ sở giáo dục trên địa bàn thành phố Điện Biên Phủ cùng toàn huyện Điện Biên đã có công văn nghỉ học các ngày 2, 3 và 7 tháng 5 do ảnh hưởng từ việc phong tỏa các tuyến đường. Đồng thời, Ủy ban nhân dân tỉnh Điện Biên cũng có công văn yêu cầu các cơ sở giáo dục khuyến khích tổ chức cho học sinh, sinh viên tham gia cổ vũ đối với các trường học dọc theo tuyến đường có đoàn diễu binh đi qua và xem truyền hình trực tiếp trên sóng truyền hình. Ngoài ra, một số trường học trên cả nước cũng đã tổ chức các hoạt động sinh hoạt, cho phép các học sinh tạm dừng học để theo dõi truyền hình trực tiếp diễu binh như Trường Trung học phổ thông chuyên Phan Bội Châu ở Nghệ An; Trường Trung học phổ thông Hoài Đức B, Trường Trung học cơ sở Thanh Am, Trường Trung học cơ sở Linh Đàm, Trường Trung học cơ sở Đồng Quang ở Hà Nội; Trường Tiểu học – Trung học cơ sở – Trung học phổ thông Văn Lang ở Quảng Ninh; Trường Trung học phổ thông Hồng Đức ở Thái Bình; Trường Tiểu học Võ Thị Sáu ở Quảng Nam;... Hệ thống Giáo dục Everest cũng đã tổ chức nhiều hoạt động có liên quan trong toàn bộ ba cấp học của toàn hệ thống.

### Truyền thông quốc tế
Nihon Keizai Shimbun đã có bài viết ca ngợi sự hy sinh và đoàn kết của nhân dân Việt Nam trong bối cảnh nhìn nhận lại quá trình giành độc lập của dân tộc này. Tuy nhiên, tờ báo cũng cho rằng sự kiện đang được diễn ra trong bối cảnh tham nhũng và tranh giành quyền lực diễn ra trong nội bộ Đảng Cộng sản Việt Nam đã phủ bóng đen lên sự kiện sau sự từ chức lần lượt của Võ Văn Thưởng và Vương Đình Huệ hồi tháng 3 và tháng 4. Tờ báo đến từ Nhật Bản cho rằng, Đảng Cộng sản Việt Nam đã bắt đầu nhận về những cái nhìn lạnh nhạt từ công chúng sau những thành quả lãnh đạo cách mạng đáng tin cậy trong giai đoạn của Hồ Chí Minh và Võ Nguyên Giáp. Dẫn lời trên báo Barron's, giáo sư lịch sử đương đại Pierre Journoud tại Đại học Paul–Valéry Montpellier III của Pháp nhận định rằng Việt Nam đang bắt đầu cởi mở hơn về sự kiện này, trong khi 20 năm trước, lễ kỷ niệm được tổ chức kín đáo hơn so với hiện tại. Ông cho rằng, việc Hà Nội mời Lecornu đến tham dự lễ kỷ niệm một phần là vì lợi ích chính trị chung giữa hai quốc gia, đặc biệt trong bối cảnh Hà Nội và Bắc Kinh đang có căng thẳng ngày càng gia tăng trên biển Đông. Ông nói thêm, sau Hoa Kỳ và Trung Quốc, "Pháp muốn trở thành tiếng nói thứ ba ở khu vực châu Á – Thái Bình Dương, và điều này phù hợp với quan điểm của Việt Nam khi bị kẹp ở giữa hai siêu cường". Tương tự, hãng thông tấn Associated Press cũng đã ca ngợi sự phát triển trong mối quan hệ giữa Việt Nam và Pháp. Hãng thông tấn này cũng nhắc lại sự kiện Điện Biên Phủ năm 1954 như việc "đánh dấu sự kết thúc của gần một thế kỷ cai trị của thực dân Pháp".
Theo báo Pasaxon, dẫn lời trên VnExpress, cơ quan ngôn luận của Lào đã ca ngợi chiến dịch quân sự của Việt Nam trước một đối thủ có sức mạnh quân sự vượt trội hơn nhiều lần. Pathet Lào khẳng định chiến thắng tại Điện Biên Phủ của Việt Nam chính là hình mẫu cho các nước thuộc địa đấu tranh chống lại chủ nghĩa thực dân trên toàn thế giới. Mặc dù không bàn luận về các hoạt động kỷ niệm Chiến thắng Điện Biên Phủ ở Việt Nam, nhưng Đài Tiếng nói Hoa Kỳ đã đưa ra các nhận định cho rằng chiến thắng này của Việt Nam đã làm người Pháp "thất bại bẽ mặt" và khiến người Mỹ phải lo lắng. Đài này cũng dẫn lời ca ngợi chiến dịch của Việt Nam rằng "Không có một cuộc chiến chống thực dân nào trong thế kỷ 20 có thể sánh được với trận Điện Biên Phủ, kể cả ở Algeria hay Indonesia". Đài phát thanh quốc tế Pháp cũng đã trích dẫn những nhận định từ một cá nhân trong nước cho rằng việc nhắc đến Điện Biên Phủ hiện nay "không phải là nói đến thất bại của ai" mà là để nhân dân hai nước xem đây như một "dấu ấn" lịch sử, một kỷ niệm để cả hai bên cùng nhau nhìn lại.

### Tư liệu
- Phan Xuân Thủy (ngày 8 tháng 1 năm 2024). Hướng dẫn: Tuyên truyền kỷ niệm 70 năm Chiến thắng Điện Biên Phủ (PDF) (Hướng dẫn số 135-HD/BTGTW). Việt Nam: Ban Tuyên giáo Trung ương trên Tư liệu văn kiện của báo điện tử Đảng Cộng sản Việt Nam.
- "Thông báo: Kết luận Hội nghị rà soát công tác triển khai tổ chức các hoạt động kỷ niệm 70 năm Chiến thắng Điện Biên Phủ" (PDF). Ban Tuyên giáo Trung ương Đảng Cộng sản Việt Nam. Việt Nam. ngày 26 tháng 2 năm 2024 – qua Cổng thông tin điện tử Bộ Tài chính.